# Tatort: Elvis lebt!
Elvis lebt! ist ein Fernsehfilm aus der Krimireihe Tatort. Es ist der 8. Fall des österreichischen Majors Moritz Eisner (Harald Krassnitzer). Der Österreichische Rundfunk produzierte diesen Beitrag, dessen Erstausstrahlung am 11. Juli 2002 im Ersten Deutschen Fernsehen erfolgte. In dieser 504. Episode der Tatortreihe leistet Moritz Eisners einer Kollegin Amtshilfe, die den Mord an einem Wilderer aufzuklären hat.

## Handlung
Gruppeninspektorin Stefanie Gschnitzer übernimmt ihren ersten Mordfall. Es handelt sich um den Holzfäller und Elvisfan Richard Stecher. Er wurde von Hubert Buchberger angeblich in Notwehr erschossen. Richard und seine zwei Brüder sind als notorische Wilddiebe bekannt. Sie nimmt den Schützen mit aufs Revier, doch der Staatsanwalt erhebt keine Anklage, da es für ihn keine Indizien gibt, die der Notwehrthese widersprächen. Gschnitzers Einwand, dass ein Schuss in den Hinterkopf nicht gerade nach Notwehr aussieht, lässt ihr Vorgesetzter nicht gelten. Sie gibt sich aber nicht damit zufrieden und sucht zunächst die Familie des Getöteten auf. Dort ist sie aber nicht gerade willkommen und so geht sie unverrichteter Dinge wieder. Sie möchte, dass die Stecherbrüder observiert werden, da sie einen Racheakt und Selbstjustiz an Buchberger befürchtet. Erwartungsgemäß fallen die Brüder tatsächlich über Buchberger her und schalten selbst den Polizeibeamten aus, der sich allein nicht wehren kann. Buchberger soll gestehen, dass sie Richy förmlich gejagt und dann eiskalt abgeknallt haben. Denn am 16. August würde ihr Bruder nie wildern, da das der Todestag von Elvis ist, der ist ihnen heilig.
Stefanie Gschnitzer kommt Buchberger und ihrem Kollegen zu Hilfe und lässt die Stecherbrüder festnehmen. Sie ruft Eisner, ihren Ausbilder an und bittet ihn um Hilfe bei ihrem ersten Fall. Renata bringt ihm kurzerhand etwas Jägerkenntnisse bei und er begibt sich als Jagdtourist in den Tiroler Ort. Er trifft auf Bürgermeister Konrad Hopfgartner und Buchberger, die ihm bereitwillig die Jagd zeigen. Er soll auch gleich in Buchbergers Begleitung einen Bock schießen, doch die Wilderer sind wieder schneller, denn sie gehen davon aus, dass das Wild vom Herrgott für alle geschaffen ist, nicht nur für die Reichen. Voller Wut lässt Buchberger mit Hilfe der Polizei nach den Stecherbrüdern suchen, kann sie aber nicht zu Hause antreffen. Was sie nicht ahnen ist, dass der Vater und der Sohn des Toten auf Wilderertour waren und nicht die Brüder, die ja noch in Haft sind. Stefanie Gschnitzer hat sich ein paar Tage frei genommen und macht Urlaub bei den Stechers auf dem Hof. Dabei findet sie heraus, dass die Witwe von Richard Stecher früher einmal mit dem Buchberger zusammen war.
Als der Buchberger eines Nachts betrunken nach Hause kommt, haben ihm Simon Stecher und sein Enkel den Kopf des zuletzt gewilderten Hirsches ins Bett gepackt. Panisch rennt er zum Bürgermeister und erklärt ihm, dass er aussteige, er könne nicht mehr. Anschließend geht er zu Simon Stecher, der gerade auf einer Almwiese mäht, um ihn zur Rede zu stellen. Im Disput verliert Simon Stecher den Halt, stürzt den Hang hinunter und stirbt. So ist Buchberger nun endgültig verzweifelt und zieht sich auf eine einsame Berghütte zurück. Zur Beerdigung ihres Vaters sind die Stecherbrüder unter Bewachung anwesend. In einem passenden Moment können sie jedoch entkommen und jagen nun Hubert Buchberger. Der Bürgermeister organisiert umgehend eine Suchaktion, bei der sogar der Staatsanwalt dabei ist, der aus diesem kleinen Ort stammt.
Eisner und Gschnitzer begeben sich auf die Suche nach Buchberger in Richtung Berghütte. Der wird dort bereits von Erwin und Hannes Stecher attackiert, während Hopfgartner und sein Suchtrupp im Hinterhalt lauert, denn alle kennen Buchbergers Lieblingshütte. Selbst Eisner hatte er auf dem Hochstand davon erzählt. So massiv bedroht gibt Buchberger zu, dass sie Richard Stecher eine Falle gestellt haben. Er, der Bürgermeister, der Staatsanwalt und noch ein paar andere aus dem Dorf. Andrea, die Bedienung aus der Kneipe, die dem attraktiven Richard regelrecht nachgestiegen ist, hat ihnen dabei geholfen und ihn in eine Berghütte gelockt. Dort hat Buchberger ihn heraus gejagt und sollte ihn auf der Flucht erschießen. Er hat es aber nicht fertig gebracht und so hat der Staatsanwalt, der leidenschaftlicher Jagdpächter war und die Wilddiebe schon lange im Visier hatte, Buchbergers Gewehr genommen und Stecher erschossen. Eisner und Gschnitzer, die gerade eintreffen, können gerade noch verhindern, dass es ein Massaker gibt und nehmen alle Tatbeteiligten fest.

## Hintergrund
1982 erregte der Fall des erschossenen Osttiroler Wilderers Pius Walder großes öffentliches Interesse. Die Handlung des Tatorts Elvis lebt! basiert auf diesem wahren Fall.

## Rezeption

### Einschaltquoten
Die Erstausstrahlung von Elvis lebt! am 11. Juli 2002 wurde in Deutschland insgesamt von 4,47 Millionen Zuschauern gesehen und erreichte einen Marktanteil von 17,60 % für Das Erste.

### Kritik
Die Kritiker der TV Spielfilm nennen Elvis lebt! einen „Heimatkrimi, aufgepeppt mit makabren Ideen. Schräge Typen machen die Ermittlungen interessant.“ Daggen hält Stefanie Rufle (bei moviesection.de) den Film für einen „würdigen und humorvollen Einstand für Gschnitzer“.

„‚Elvis lebt!‘ ist ein wahrhaft melodramatisch inszenierter ‚Tatort‘, der wie eine Parodie auf das Genre des Heimatfilms wirkt und vor allem deshalb so gut unterhält. Hier bleibt nur zu sagen: Elvis lebt! – Roy Black auch!“